# Annetorp
Annetorp är ett bostads- och industriområde i stadsdelen Limhamn-Bunkeflo, Malmö. 
Annetorp ligger mellan Annetorpsvägen och Linnégatan, väster om Limhamns kyrka.
Området har mycket blandad bebyggelse, med en hel del villor och radhus, men även en del flerfamiljshus. I den sydvästra delen längs Annetorpsvägen ligger företag i industrifastigheter från 1990-talet. I den norra delen längs Linnégatan ligger Limhamns folkets hus, Limhamn-Bunkeflo medborgarkontor och Apoteket Svanen.
Centralt på området ligger Bergaskolan (F-9), i anslutning till Limhamns sporthall. Här finns även Limhamns IP, hemmaarena för Limhamn Bunkeflo 2007, samt Limhamns ishall, där ishockeylaget Limhamn Limeburners HC spelar sina hemmamatcher. 
Även Karl Johansskolan (F-5) och Annetorps, Berga, Kritans, Limhamns och Papegojans förskolor ligger i Annetorp. Malmö praktiska gymnasium ligger också i Annetorp.
Området är uppkallat efter Annetorpsgården, som Frans Suell byggde i början av 1800-talet och namngav efter sin fru.
|  |  |